# 太平洋三鬚鱈
太平洋三须鳕（学名：Gaidropsarus pacificus）为鳕科三须鳕属的底棲鱼类。分布于日本等。该物种的模式产地在日本长崎。